# ИМТ (футбольный клуб)

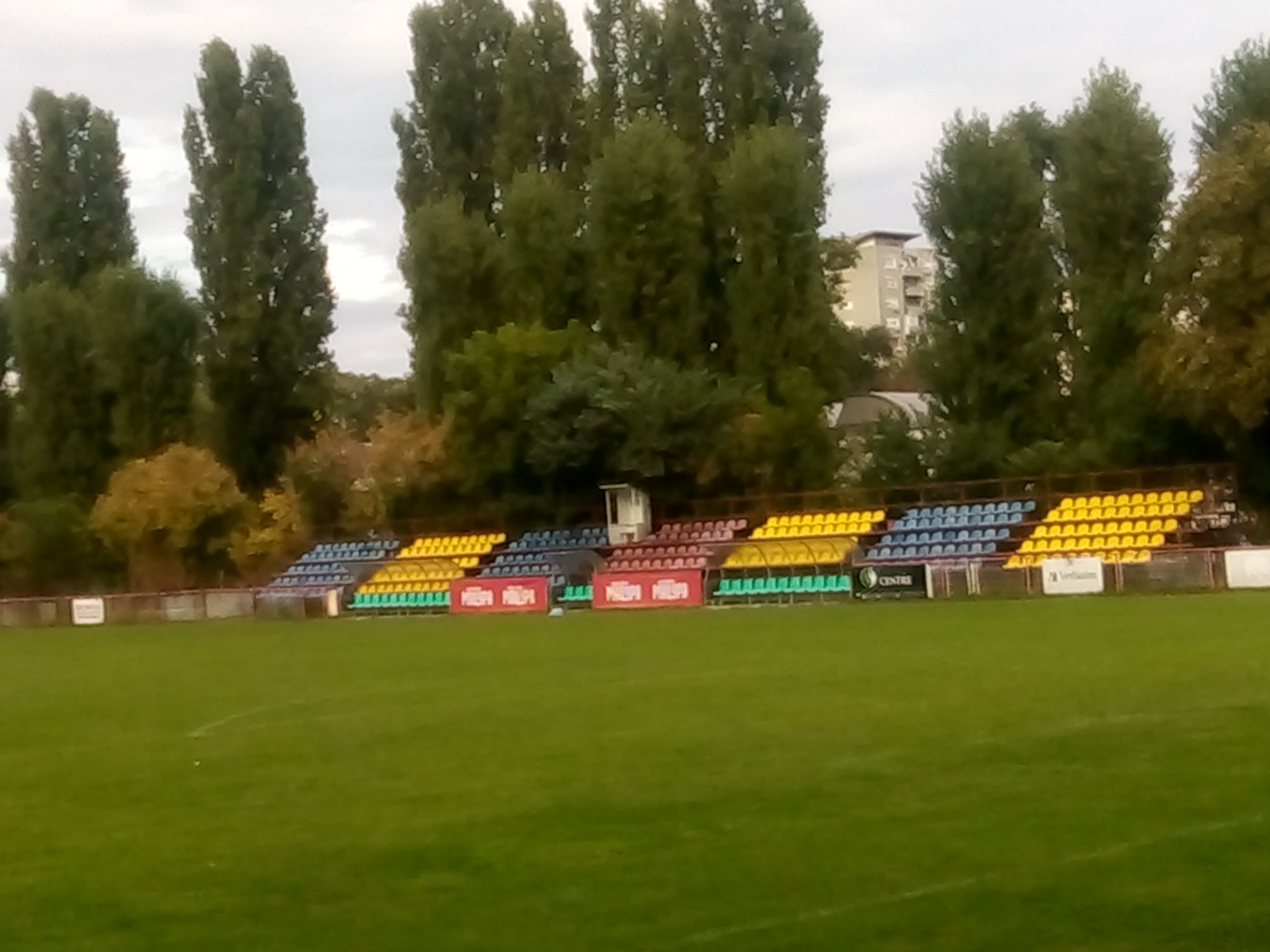
Одна из трибун домашнего стадиона клуба

«ИМТ» (серб. Фудбалски клуб «ИМТ») — сербский профессиональный футбольный клуб из города Нови-Београд, основанный в 1953 году. Выступает в Суперлиге. Гостей принимает на стадионе «ИМТ», вмещающем 1150 зрителей.

## История

### Ранняя история
Команда была основана в 1953 году рабочими завода «ИМТ» — крупнейшего в Югославии производителя тракторов и сельхозтехники. Клуб долгое время выступал в низших лигах сербского футбола. В конце сезона 2013/14 коллектив занял первое место в Белградской зональной лиге. В целом, в Сербской лиге команда успешно выступала на протяжении шести сезонов подряд, обычно занимая места со 2-го по 8-е. Сезон 2019/20 стал для команды историческим, поскольку она впервые в своей истории сумела пробиться в Первую лигу — второй по силе эшелон сербского футбола.

### В Первой лиге
В своём дебютном сезоне во втором дивизионе клуб занял 4-е место в турнирной таблице. Того же результата команда добилась и в следующем сезоне. Благодаря изменению структуры соревнований это позволило клубу выйти в плей — офф, где соперником «ИМТ» стал клуб «Нови Пазар», занявший в Суперлиге 14 -е место. Первый матч плей — офф «ИМТ» провёл на стадионе «Чукарички», так как их домашний стадион не соответствовал стандартам высшего дивизиона. Матч в Белграде завершился победой «Нови Пазара» со счётом 3:1. Во второй встрече, прошедшей в Нови-Пазаре, «ИМТ» одержал победу со счётом 2:0, что по правилу выездного гола обеспечило «трактористам» место в Суперлиге впервые в истории команды.

## Стадион
Стадион клуба снабжён натуральным газоном и в настоящее время вмещает 1 150 человек. Искусственное освещение на арене отсутствует. Последняя на данный момент реконструкция прошла на арене в 2013 году. Примечательно, что сиденья, установленные на трибунах стадиона «ИМТ» после реконструкции, ранее размещались на арене белградского «Партизана». 
Рядом с основным стадионом располагается резервное поле, оснащённое искусственным освещением. Среди фанатов команды стадион также известен под названием «Old Tractor Arena».

## Достижения
Первая лига Сербии (второй дивизион)
- Победитель: 2022/23

Сербская лига, зона Белград (третий дивизион)
- Победитель: 2019/20

Белградская зональная лига (четвёртый дивизион)
- Победитель: 2013/14